# Diogo Portela
Diogo Portela (Rio de Janeiro, 12 juni 1988) is een Braziliaans voormalig darter. Hij was de eerste darter uit Brazilië die op professioneel niveau speelde. Hij woont tegenwoordig in Engeland.

## Carrière
Portela's eerste overwinning op een groot toernooi was tijdens de German Darts Championship 2017 waar hij in de eerste ronde Martin Schindler had verslagen met 6-3 in legs. Hij verloor hierna in de tweede ronde van Kim Huybrechts.
Later in 2017 deed hij mee aan de World Cup of Darts van de PDC waar hij zijn geboorteland Brazilië vertegenwoordigde, samen met Alexandre Sattin. In de eerste ronde speelden zij tegen Zwitserland die net zoals Brazilië debuteerde op dit toernooi. Deze wedstrijd eindigde in een 5-4 overwinning voor de Brazilianen. In de tweede ronde troffen zij Duitsland; beide singles-wedstrijden gingen verloren en alleen Portela wist een leg te winnen.
In december dat jaar kwalificeerde hij zich voor het World Darts Championship 2018, hij speelde in de eerste ronde tegen de Schot Peter Wright en verloor met 3-1 in sets.
Portela vertegenwoordigde Brazilië wederom tijdens de World Cup van 2018 waar hij samen met Bruno Rangel speelde. In de eerste ronde van dit toernooi werd met 5-1 in legs van Denemarken gewonnen. De Brazilianen verloren vervolgens in de tweede ronde van Schotland. 
In 2019 kwam Portela opnieuw uit voor Brazalie op de World Cup. Ditmaal samen met Arthur Valle. Zij gingen in de eerste ronde onderuit tegen Zweden. In hetzelfde jaar kwalificeerde Portela zich opnieuw voor het WK. Hij verloor in de eerste ronde van Ron Meulenkamp.
Ook in 2020 keerde Portela terug op de World Cup of Darts. In de eerste ronde waren de Nederlanders Michael van Gerwen en Danny Noppert te sterk voor Portela en Rangel. Op het WK ging hij onderuit tegen Josh Payne.
Op het WK van 2021 wist Portela in de eerste ronde te winnen van voormalig BDO-wereldkampioen Steve Beaton. Hij barstte na de wedstrijd in tranen uit en verklaarde te zijn gestopt met darten bij verlies. In de tweede ronde bleek Glen Durrant te sterk. In augustus 2021 vormde hij samen met Arthur Valle het Braziliaanse koppel op de World Cup of Darts. In de eerste ronde verloren de Brazilianen met 5-2 in legs van het Engelse koppel, bestaande uit Dave Chisnall en James Wade. Tijdens de editie van 2022 verloren Portela en Valle in de eerste ronde met 0-5 van Danny Noppert en Dirk van Duijvenbode uit Nederland.

## Resultaten op Wereldkampioenschappen

### WDF

#### World Cup
- 2013: Laatste 32 (verloren van Rocco Fulciniti met 0-4)

### PDC
- 2018: Laatste 64 (verloren van  Peter Wright met 1-3)
- 2019: Laatste 96 (verloren van Ron Meulenkamp met 2-3)
- 2020: Laatste 96 (verloren van Josh Payne met 0-3)
- 2021: Laatste 64 (verloren van Glen Durrant met 0-3)
- 2022: Laatste 96 (verloren van Alan Soutar met 2-3)
- 2023: Laatste 96 (verloren van Cameron Menzies met 1-3)